# Вудбайн (Джорджія)
Вудбайн (англ. Woodbine) — місто (англ. city) в США, в окрузі Кемден штату Джорджія. Населення — 1062 особи (2020).

## Географія
Вудбайн розташований за координатами 30°57′35″ пн. ш. 81°43′5″ зх. д. / 30.95972° пн. ш. 81.71806° зх. д. (30.959855, -81.718098).  За даними Бюро перепису населення США в 2010 році місто мало площу 6,65 км², з яких 6,50 км² — суходіл та 0,16 км² — водойми.

### Клімат
Місто знаходиться у зоні, котра характеризується вологим субтропічним кліматом. Найтепліший місяць — липень із середньою температурою 27.4 °C (81.4 °F). Найхолодніший місяць — січень, із середньою температурою 9.4 °С (49 °F).
| Клімат Вудбайна         | Клімат Вудбайна | Клімат Вудбайна | Клімат Вудбайна | Клімат Вудбайна | Клімат Вудбайна | Клімат Вудбайна | Клімат Вудбайна | Клімат Вудбайна | Клімат Вудбайна | Клімат Вудбайна | Клімат Вудбайна | Клімат Вудбайна | Клімат Вудбайна |
| Показник                | Січ.            | Лют.            | Бер.            | Квіт.           | Трав.           | Черв.           | Лип.            | Серп.           | Вер.            | Жовт.           | Лист.           | Груд.           | Рік             |
| Середній максимум, °C   | 16,3            | 18,7            | 22,2            | 25,9            | 29,4            | 31,9            | 33,2            | 31,8            | 30              | 26,1            | 22,1            | 18,1            | 25,5            |
| Середня температура, °C | 9,4             | 11,9            | 15,1            | 18,4            | 22,4            | 25,9            | 27,4            | 26,7            | 24,9            | 19,8            | 15,4            | 11,3            | 19,1            |
| Середній мінімум, °C    | 2,6             | 5,2             | 8,1             | 10,9            | 15,4            | 19,9            | 21,7            | 21,6            | 19,9            | 13,6            | 8,8             | 4,6             | 12,7            |
| Норма опадів, мм        | 96.5            | 99.1            | 99.1            | 88.9            | 55.9            | 170.2           | 157.5           | 215.9           | 142.2           | 116.8           | 58.4            | 71.1            | 1371.6          |
| Днів з опадами          | 7,2             | 7,7             | 7               | 5               | 5,8             | 12              | 12,4            | 13,5            | 11,4            | 7               | 4,9             | 6,7             | 100,6           |
| ----------------------- | --------------- | --------------- | --------------- | --------------- | --------------- | --------------- | --------------- | --------------- | --------------- | --------------- | --------------- | --------------- | --------------- |
| Джерело: Weatherbase    |                 |                 |                 |                 |                 |                 |                 |                 |                 |                 |                 |                 |                 |

## Демографія
Згідно з переписом 2010 року, у місті мешкало 1412 осіб у 481 домогосподарстві у складі 334 родин. Густота населення становила 212 особи/км².  Було 554 помешкання (83/км²).
Расовий склад населення:
| - 57,2 % — білих - 39,4 % — чорних або афроамериканців - 0,8 % — корінних американців - 0,2 % — вихідців з тихоокеанських островів - 0,1 % — азіатів |

До двох чи більше рас належало 2,1 %. Частка іспаномовних становила 2,3 % від усіх жителів.
За віковим діапазоном населення розподілялося таким чином: 26,7 % — особи молодші 18 років, 62,0 % — особи у віці 18—64 років, 11,3 % — особи у віці 65 років та старші. Медіана віку мешканця становила 31,6 року. На 100 осіб жіночої статі у місті припадало 102,9 чоловіків;  на 100 жінок у віці від 18 років та старших — 102,5 чоловіків також старших 18 років.
Середній дохід на одне домашнє господарство  становив 51 820 доларів США (медіана — 39 359), а середній дохід на одну сім'ю — 56 091 долар (медіана — 42 500). Медіана доходів становила 42 554 долари для чоловіків та 24 236 доларів для жінок. За межею бідності перебувало 29,8 % осіб, у тому числі 52,9 % дітей у віці до 18 років та 6,7 % осіб у віці 65 років та старших.
Цивільне працевлаштоване населення становило 519 осіб. Основні галузі зайнятості: освіта, охорона здоров'я та соціальна допомога — 27,4 %, публічна адміністрація — 16,2 %, виробництво — 13,7 %.